# Johannes Hundebeke

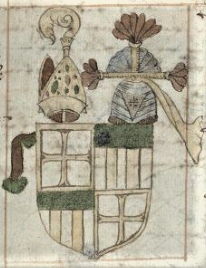
Bischofswappen Johannes Hundebeke, aus der Rehbein-Chronik

Johannes Hundebeke (auch Johann Dülmen oder Dulmen) (* in Dülmen; † 1. Januar 1420 in Lübeck) war als Johannes VI. Bischof von Lübeck.

## Leben
Hundebeke wird erstmals am 22. April 1371 als Magister der philosophischen Wissenschaften und Schüler des kanonischen Rechts an der Universität Prag erwähnt. Er besaß Einkünfte von 24 Goldgulden, die er von einer Kapelle auf dem Michelsberge außerhalb Kolbergs bezog. 1375 wird er Kantor in Osnabrück, 1382 ist er als Baccalaureus des Kanonischen Rechts von der Universität Paris an der Universität Prag vermerkt, wo er 1386 zum Doktor der Dekretalien promovierte, 1387 Domherr in Kamin, 1390 Propst in Kolberg, sowie Domherr in Münster und in Lübeck, 1391 dort auch Scholaster (Aufseher der Domschule). Neben seinen Pfründen wirkte er als päpstlicher Kaplan, Auditor der Kurie in Rom und öffentlicher Notar.
1399 wurde er Bischof von Lübeck. Er stand beim Papst in hohem Ansehen und wurde von diesem beauftragt, im Streit zwischen  Erik VII. von Dänemark und den Herzögen von Schleswig und Holstein Friedensverhandlungen zu führen. 1408 versuchte er bei der Bevölkerung Lübecks in einem Ratsstreit zwischen Altem und Neuem Rat zu vermitteln, hatte jedoch keinen Erfolg. Er galt als milder Regent, der auch viel für die Armen erübrigte, aber das Bistum in Schulden brachte. Er soll die erste Prozession mit dem Sakrament (Fronleichnamsprozession) in Holstein abgehalten haben.